# La Humanitat
La Humanitat va ser un diari, dirigit inicialment per Lluís Companys, que sorgí a Barcelona el 9 de novembre de 1931 en oposició al grup de L'Opinió. Primer va ser vespertí, el 9 de juliol de 1933 passà a ésser diari del matí, ja com a òrgan oficial de l'Esquerra Republicana de Catalunya. Suspès arran dels fets del sis d'octubre de 1934 i substituït momentàniament per La Ciutat, reaparegué l'1 de gener de 1935 i continuà fins al 24 de gener de 1939. A l'exili a Montpeller i de nou com a portaveu de l'Esquerra Republicana de Catalunya, aparegué com a setmanari els anys 1946 i 1947 i, a Barcelona, inicià una tercera època, del 1979 al 1986.

## Història[calcitació]

### Naixement i origen
Des del juny del 1931, Esquerra Republicana de Catalunya ja tenia diari afí, L'Opinió. Però dins el mateix partit hi havia dues tendències. Per una banda els qui el dirigien i en marcaven la línia d'actuació, els anomenats grup de l'Opinió, format per Lluhí i Vallescà, Comas, Casanellas, Antoni Xirau i Palau, Joaquim Ventalló, Xavier Regàs, entre d'altres. I per altra banda, la resta dels integrants que eren una majoria. En un principi, les diferències eren mínimes però de mica en mica va augmentar fins que el setembre de 1933 els de L'Opinió van ser expulsats del partit i van fundar el Partit Nacionalista Republicà d'Esquerra.
Quan aquestes diferències ja es començaven a veure, Lluís Companys va decidir de crear un diari, de moment de tarda per no entrar en competència amb L'Opinió, que representés l'altra veu d'Esquerra Republicana de Catalunya. Es va decidir que en fos el director l'escriptor i periodista Lluís Capdevila, però sota la direcció política de Lluís Companys. El 9 de novembre de 1931 sortia el primer número de la Humanitat que anava encapçalat amb una salutació al diari feta per Francesc Macià:
| « | Em plau saludar La Humanitat, el nou diari que ve a defensar els ideals de la llibertat, de les altes llibertats, plenes d'anhels generosos i d'amor a la humanitat, que he defensat tota la vida. | » |

I a sota duia una declaració de principis del diari on elogiava la figura de l'Avi i explicava els seus tres grans pilars ideològics: Catalunya, la República i el poble.
El 1933, després de l'escissió del grup de l'Opinió, La Humanitat va començar a sortir al matí i va passar a ser el diari oficial del partit. Va incorporar com a subtítol «Portaveu Oficial d'Esquerra Republicana de Catalunya». Novament, Macià va escriure unes ratlles a la capçalera:
| « | La Humanitat, diari de matí, significa que l'Esquerra Republicana de Catalunya conqueria una nova posició importantíssima en la lluita gloriosa per a la realització del seu programa: Llibertats de Catalunya i Reivindicacions Socials. | » |

### Suspensió,La Ciutati reaparició
El 1934, arran dels fets del sis d'octubre, el govern de Catalunya va ser empresonat i l'Estatut suspès. Amb Companys i els seus consellers a la presó i l'autonomia catalana (l'Estatut) anul·lada, el dia 10 d'octubre La Humanitat publica un article d'Antoni Rovira i Virgili que critica l'actuació del govern espanyol i l'insta a aplicar la legalitat vigent.
L'endemà, el diari ja no va poder sortir i per això l'empresa editora va treure el diari La Ciutat que, sortint també els matins i amb la mateixa presentació i principis que La Humanitat, el substitueix del 13 de novembre de 1934 fins al 15 de gener de 1935.
Aquest últim dia, La Ciutat anuncia la seva retirada i la reaparició de La Humanitat:
| « | Tenim el gust d'anunciar als nostres lectors que demà reapareixerà, després de 95 dies de suspenció governativa, el nostre fraternal col·lega La Humanitat. | » |

| « | La Ciutat, en deixar el lloc que ha ocupat en la Premsa catalana, durant aquests dies, reitera la seva fe en el futur de Catalunya i de la República. | » |

### La guerra i la desaparició del diari
La Humanitat continuarà apareixent durant la Guerra Civil defensant la causa republicana. Fa cròniques de guerra d'enviats especials al front i manté encara alguna secció cultural. Per lluitar contra la censura va incorporar blancs o va publicar escrits explicant la veritat que se'ls feia ocultar. Al llarg del conflicte armat, el diari va perdre pàgines i qualitat de paper però ho compensava amb titulars més cridaners per animar els lectors. El 24 de gener de 1939 va aparèixer per última vegada amb una sola pàgina encapçalada per la notícia:
| « | Es resisteix bravament en el front de Catalunya. Les nostres tropes han estat rectificades LLEUGERAMENT […] Que cadascú compleixi amb el seu deure en el lloc que li pertoqui. Tots els homes útils, a fortificar! | » |

### A l'exili i tercera etapa
A l'exili a Montpeller i de nou com a portaveu de l'Esquerra Republicana de Catalunya, apareixerà com a setmanari els anys 1946 i 1947. I, ja a Barcelona, començarà una tercera època, del 1979 al 1986.

## Format i contingut del diari
El títol del diari, La humanitat, en minúscules, ja en denota la modernitat i és propi de la universalitat que vol representar. Des dels seus inicis té un format modern amb 8 pàgines a 5 columnes cada una. El 1932 va passar a tenir 12 pàgines però també amb 5 columnes cada una. Durant la guerra, com ja hem dit, va reduir les seves pàgines per a superar les dificultats i penúries econòmiques.
La titulació sempre serà impactant i destacada i apareixeran algunes il·lustracions en portada i també algunes fotografies petites, però només de rostres. Per acabar, una altra innovació formal serà l'enquadració en portada dels textos de referència que es trobaran dins el diari i la publicació d'alguns articles d'opinió ja a la portada.
Pel que fa al contingut, a més del contingut polític lligat a Esquerra Republicana de Catalunya i als ideals que ja hem esmentat, també tenia una part cultural. Primer serà la secció de Lletres, que després passarà a ser Llibres i publicacions i inclourà ressenyes de llibres, notes de concursos i actualitat d'altres àmbits culturals com cinema, teatre, música…

## Treballadors i col·laboradors[calcitació]

### Directors
- Lluís Companys i Jover (novembre 1931 a desembre 1933)
- Lluís Capdevila i Vilallonga /director tècnic/ (novembre 1931 a desembre 1934)
- Antoni Maria Sbert i Massanet (gener de 1933 a 1934)
- Josep Maria Massip i Izabal (gener 1934 a octubre 1936)
- Josep Maria Lladó i Figueres (octubre 1936 a setembre 1937)
- Marià Rubió i Tudurí (setembre 1937 a març 1938)
- Antoni Roig i Guivernau (març 1938 a gener 1939)
- Martí Barrera i Maresma (exili)

### Articulistes
- Joan Amades [Costums populars de Catalunya]
- Lluís Capdevila i Vilallonga [Del front de guerra, La guerra. Història i anècdota]
- Josep Maria Francès [Focs de bengala, rebatejat Bengales de guerra a partir d'agost de 1936]
- Josep Lleonard [Llibres i publicacions]
- Jaume Miravitlles [Jour d'horizon, Impressions de viatge, Catalans a Madrid]
- Antoni Rovira i Virgili [Article editorial]
- Marià Rubió i Tudurí [Política de Catalunya enfora]
- Manuel Valldeperes [Antena, Siluetes de la campanya]
- Àngel Vidal [La mar i el port]

### Redactors
- Julià Amich
- Lluís Aymamí i Baudina - Vicens Bernades
- Joan Brugada
- Lluís Capdevila
- A. del Cerro
- Pere Coromines
- F. Creus
- J. Creus Oliva
- Joan Deu
- Emili Eroles
- Josep Escola
- Josep Fontbernat
- Alexandre Forcades
- Josep Maria Francès
- Josep Maria Lladó
- Francesc Madrid
- Josep Maria Massip
- Lluís Meléndez
- Pere Mialet
- Antoni Oliva
- Pere Pagès
- Josep M. Pérez
- Josep Maria Poblet
- Antoni Puch i Ferrer
- Josep Roig i Guivernau
- Antoni Rovira i Virgili
- Marià Rubió i Tudurí
- Antoni Rué i Dalmau
- Joan Sauret
- Antoni Maria Sbert
- Lluís Soler
- Jaume Torrents
- Fermí Vergés
- Emili Vigo
- Joaquim Vilà i Bisa
- Marius Vives

### Col·laboradors
- Jaume Aiguader
- Jean Alloucherie
- Lluís Alonso
- Ricard Altaba i Planuch
- Josep Andreu i Abelló
- Nicolau Battestini
- Aurora Bertrana
- Roc Boronat
- Jordi Bou
- Agustí Cabruja
- Ramona Canals
- Albert A. Carbó
- Ambrosi Carrión
- Alfonso D. Castelao
- Pere Cavallé
- Manuel Lledó
- Àngel Marsa
- Salvador Marset
- Salvador Massot
- Josep Mestre i Puig
- Joan Merli
- Pere Mies
- L. Millan Roca
- Jordi Mir
- Antoni Moles Caubert
- Narcís Molins i Fàbrega
- Josep Navarro Costavella
- Camil Oliveras
- Antoni Pastor
- Carles Pi i Sunyer
- Agustí Centelles
- Agustí Cerdà
- Víctor Colomé
- Pere Coromines
- Emili Dalmau
- Josep Dencàs
- Jaume Desterri
- Agustí Esclasans
- Enric J. Ferrer
- Francesc Farreras i Duran
- Alsina Frank
- Joan Fronjosà
- Manuel Galés
- Ventura Gassol
- Rafael González
- Josep Grau i Jassans
- Francesc Grau i Ros
- Julià Gual
- A. Hermosilla
- J.M. Imbert
- Antoni Isbert
- Salvador Plans
- Irene Polo
- Joan Pons
- Josep Pous i Pagès
- Josep Maria Prous Vila
- Josep Puig i Ferrater
- Josep Puig Pujades
- Francesc Pujol
- Josep Riera Puntí
- Miquel Santaló
- Gregori Sastre
- Jaume Serra Húnter
- Josep Sol
- Josep Tarradellas
- Joan Tomàs
- Josep Tomàs i Piera
- Gaspar Torrente
- Humbert Torres
- Francesc Trabal
- Joan Ventosa i Roig
- Antonio de la Villa

### Dibuixants
- Cristóbal Arteche
- David Santsalvador
- Alfons Vila "Shum"
- Melcior Niubo "NIV", "Oscar Daniel"